# D1 (standard di videoregistrazione)

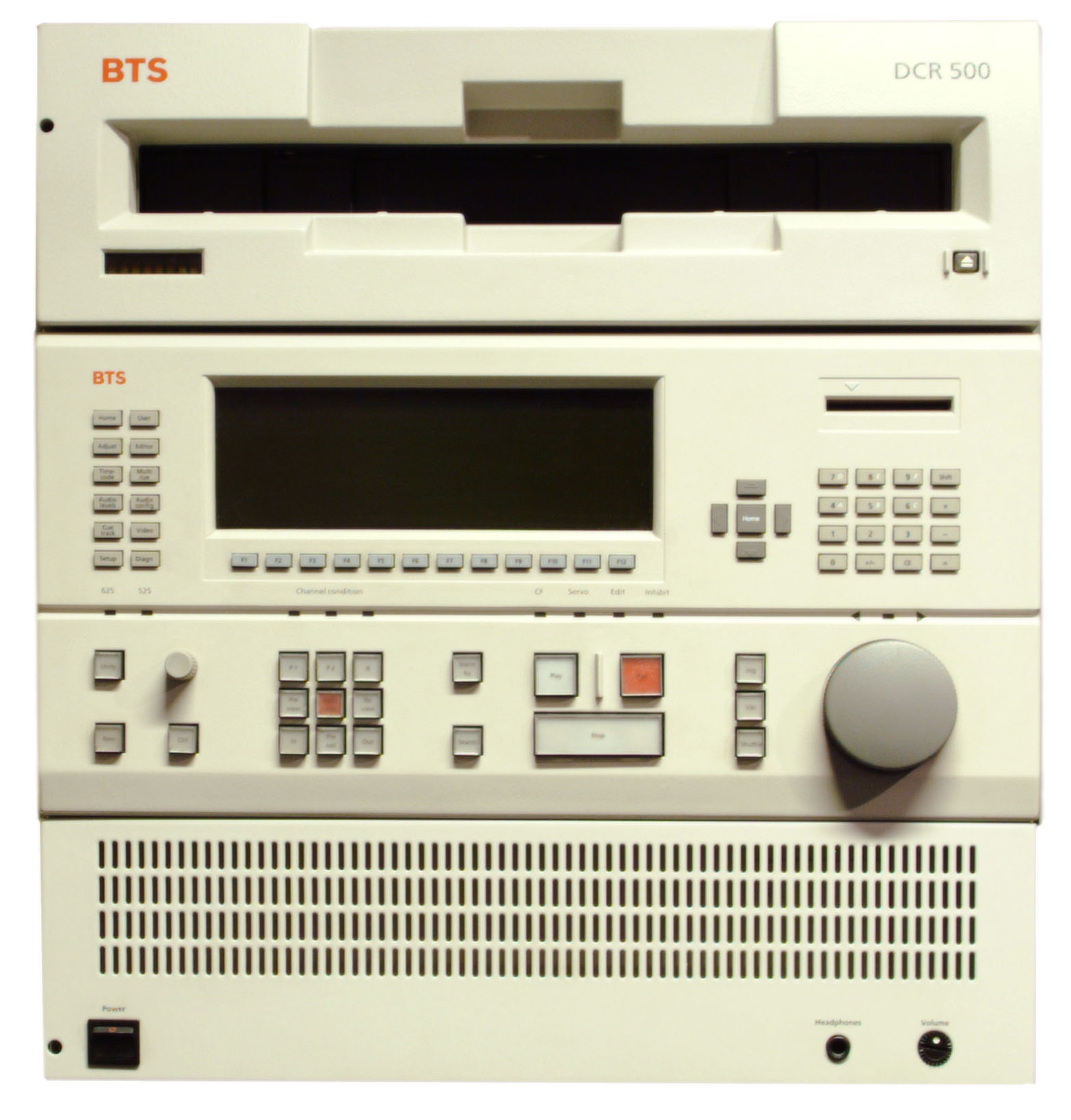
Un videoregistratore in standard D1 prodotto dalla BTS.

Il D1 è un formato di videoregistrazione digitale commercializzato dalla Sony a partire dal 1986. È stato il primo sistema digitale professionale di largo uso. Il D1 permette di registrare video a componenti digitale non compresso, secondo la norma di scansione ITU-R 601, con schema di campionamento 4:2:2, insieme a quattro canali audio PCM e a una traccia timecode.
Il nastro utilizzato è largo 19 mm (3/4"), e la durata delle cassette arriva a 94 minuti.
Il D1,  per quanto di qualità eccellente, all'epoca dell'introduzione era un formato costosissimo, in buona parte per via dell'utilizzo del video a componenti non compresso, che richiede un'enorme larghezza di banda. Proprio per contenere i costi, il formato digitale composito D2 fu introdotto poco dopo.
Trattandosi di un sistema di registrazione di video a componenti, il D1 era orientato a quei settori di produzione che richiedono copie di multipla generazione, come la grafica e la post-produzione. Infatti, è possibile produrre generazioni multiple di copia con pochissima degradazione, e l'integrazione con la maggioranza dei sistemi di effetti digitali, telecinema, dispositivi grafici, suite di editing, non richiede transcodifiche. Inoltre, la grande larghezza di banda della crominanza permette di realizzare chroma key di eccellente qualità.
Nonostante gli indubbi vantaggi, il D1 non è più di largo uso per produzioni TV, per cause in parte dovute al suo alto costo e in parte dovute alla diffusione di videoregistratori digitali di qualità paragonabile e di prestazioni simili, come per esempio il Digital Betacam.
Il formato Panasonic D5 ha specifiche simili, ma la sua introduzione sul mercato è avvenuta in epoca successiva.